# فرح أنطون
فرح أنطون (1291 هـ / 1874 - 1340 هـ / 1922)، من أعلام النهضة العلمانيّة العربية. هاجر من طرابلس لبنان إلى القاهرة عام 1897، اشتهر بدراساته عن حياة وفلسفة الفيلسوف العقلاني ابن رشد، متأثرا في ذلك بأعمال اللغوي والمؤرخ الفرنسي أرنست رينان.
فرح بن أنطون بن الياس أنطون (1874-1922م)، صحافي وروائي ومسرحي وكاتب سياسي واجتماعي. ولد وتعلم في طرابلس لبنان، وانتقل إلى الإسكندرية في مصر هربا من الاضطهاد العثماني عام 1897م، فأصدر مجلة «الجامعة» وتولّى تحرير «صدى الأهرام» ستة أشهر، وأنشأ لشقيقته روز أنطون حداد مجلة السيدات وكان يكتب فيها بتواقيع مستعارة. رحل إلى أمريكا سنة 1907م، فأصدر مجلة وجريدة باسم «الجامعة»، وعاد إلى مصر، فشارك في تحرير عدة جرائد، وكتب عدة روايات تمثيلية، وعاود إصدار مجلته، فاستمر إلى أن توفي في القاهرة.
كان فرح أنطون واحدا من أبرز المثقفين السياسيين والاجتماعيين اللّبنانيّين في الدولة العثمانية، في القرن التاسع عشر وأوائل القرن العشرين، ورائداً من رواد حركة التنوير. تأثّر بأفكار المصلحين الأوروبيين «روسو» و«فولتير» و«رينان» و«مونتسكيو»، وكان داعية للتسامح الديني والسياسي والاجتماعي بين المسيحيين والمسلمين. كما تأثّر بفلاسفة عرب ومسلمين عديدين من أمثال «ابن رشد» و«ابن طفيل» و«الغزالي» و«عمر الخيام»، وآخرين وآمن بالاشتراكية واعتبر أنها تحمل الخلاص للإنسانية.
عكست ثقافة فرح أنطون الواسعة انحيازه للإنسان، بغض النظر عن دينه أو لونه أو عرقه، وأراد أن ينشر في الشرق العربي النظريات العلمية والفلسفية والاجتماعية التي هزّت الغرب وأطلقته في الآفاق الواسعة الجديدة، لعله ينتفض ويخطو خطوات واسعة وجريئة في طريق التحرر الفكري والرقي الاجتماعي والعلمي. أثارت كتابات فرح أنطون الجريئة، وأفكاره التنويرية التي تدعو إلى التسامح ونبذ التعصب، واحترام عقول الناس، عدداً من الكتاب السلفيين ورجال الدين المسلمين والمسيحيين، فكتبوا منتقدين فكره، متهمينه بالإلحاد والعلمانية.
من أبرز الأعمال، التي تركها لنا فرح أنطون الكتب التالية: ابن رشد وفلسفته، الحب حتى الموت، الدين والعلم والمال، الوحش الوحش الوحش، أورشليم الجديدة، مريم قبل التوبة.
من أجمل رواياته هي رواية الدين والعلم والمال حيث صوّر فيها عدة جوانب من المجتمعات وأيضا صور أضرارا التفرقة والتعصب والكتاب يحمل الإنسان للتفكر.
أما الكتب التي ترجمها فهي: الكوخ الهندي، بولس وفرجيني، أتالا، ابن الشعب، نهضة الأسد، تاريخ المسيح، تاريخ الرسل، زارا توسترا، ملفا. وكلها من كنوز الأدب العالمي. وكان ينشر الأخبار العلمية تقديراً منه للعقل البشري، هادفاً إلى حث الشرقيين على احترام العقل والاقتداء به. وكان من النقاد الأدبيين يتذوق الأدب والشعر، ويضع أسس كتابة الرواية.
عاش حياته قصيدة ملأها بالمعارك من أجل الحرية ودفاعاً عن العقل والعلم.. وعن الفقراء وقد أصدر فرح العديد من الصحف لعل أشهرها وأكثرها ذيوعاً مجلة الجامعة التي تحوّلت وبسرعة إلى منارة للعلم والعقل ودارت على صفحاتها ومعها وحولها نقاشات تفيض بالاستنارة والليبرالية. لكن المفكر والصحفي والفيلسوف الذي كانت حرارة كلماته دوماً فوق الأربعين، كانت مقالاته تغلي من فرط هجومها على الظلم والطغيان والاستبداد ودفاعا عن الفقراء فتتسبب دوما في إغلاق كل جريدة يكتب فيها.. وكانت سلطات الاحتلال تتعقب الصحف التي يكتب فيها لتغلقها حتى اشتهر بأن مقالا واحداً منه يكفي لإغلاق أي جريدة وقد كان فقد أُغلقت بسببه صحيفة مصر الفتاة وصحيفة المحروسة ثم صحيفة الأهالي وعديد من الصحف وغيرها.
يحكي نقولا حداد وكان صهر فرح أنطون كيف أن أحد رجال الاحتلال تحدّث معه في ضرورة إقناع فرح أفندي بالهدوء في كتاباته فرفض فرح وكانت النتيجة إغلاق ثلاث صحف على التوالي بسببه، ويعود نقولا حداد محاولاً إقناعه بالهدوء فيرد فرح غاضباً معنى هذا أن نرمي سلاحنا ونرفع العلم الأبيض ونسلّم أنفسنا للخصوم ويرد عليه نقولا: ولكن ماذا تفعلون إذا عادت الحكومة لإغلاق جريدة الأهالي ثانية (أي بعد مرور أشهر ستة تقرر أن توقف فيها) فردّ فرح أنطون في كبرياء نحن محاربون فإقفال الأهالي أفضل جدا من أن نحيد قيد شعرة عن خطتها والهلاك في الحرب أفضل من التسليم.
ويسأله نقولا حداد: ولكن ماذا تفعلون وهي مغلقة؟ فيرد فرح: نفعل ما يفعله الجيش إذا تحصن عدوه من جهة، فنأتي إليه من جهة أخرى، ففي الفنون الحربية ما يسمّونه حركة التفاف ونحن نلجأ إلى حركة التفاف ويسأل نقولا حداد: كيف؟ فيرد عليه فرح: نكتب كتباً وكراريس، ونؤلّف روايات تمثيلية عن سكان جزيرة واق الواق والشعب ذكي يفهم.
عاد فرح أنطون ليصدر جريدة الأهالي فيشن فيها هجوما شديدا يقول فيه إن هناك من يريد منا أن نكون من أهل الكهف وعلى صحفنا أن تكون قبل صدورها من أهل القبور.. فالحياة أصبحت مباحة في مصر لفريق من الناس دون فريق فلا عدل ولا أمن ولا حرية إلا إذا وافقت هذه الأمور أغراض الحكام أو أهوائهم. وكما وعد فرح فقد أصدر عديدا من الروايات لعل أهمها الدين والعلم والمال وفرح رجل يدافع عما يعتقد ويستعد دوما لدفع الثمن وحتى عندما كان يصدر جريدة الأهالي وكانت جريدة وفدية واكتشف أو تصوّر أن سعد زغلول يتهادن مع الاحتلال لنشر مقالات نارية يهاجم فيها زعيم الأمة بلا منازع.. ويقول في إحداها:
إلى أين تمضي بالأمانة يا سعد وتجني على شعب عليك له العهد
رويدك لا تعبث بآمال أمة شغوف بالاستقلال يهتاجها المجد
فيا سعد حاذر أن تزل طريقه وإلا فلا سعد هناك ولا وفد
وفي مقاله الأخير في جريدة الأهالي اشتكى من التضييق عليه ومن التهديد بمعاودة إغلاق الجريدة ثم يقول إن كان ذلك قد أصبح كذلك.
فيا موت زر إن الحياة ذميمة ويا نفس جدى إن دهرك هازل
وقد كان.. فقد مات في اليوم التالي.

## أعماله
- ابن رشد وفلسفته
- تاريخ المسيح (ترجمة عن الفرنسية)

### روايات
نحو خمس وعشرين رواية منها:
- الدين والعلم والمال
- الكوخ الهندي
- الوحش
- بولس وفرجيني
- أورشليم الجديدة

## روابط خارجية
- لا بيانات لهذه المقالة على ويكي بيانات تخص الفن